# Округ Шарп (Арканзас)
Округ Шарп (енгл. Sharp County) је округ у америчкој савезној држави Арканзас. По попису из 2010. године број становника је 17.264. Седиште округа је град Ash Flat.

## Демографија
Према попису становништва из 2010. у округу је живело 17.264 становника, што је 145 (0,8%) становника више него 2000. године.
| Група             | 2000.          | 2010.          |
| Белци             | 16.503 (96,4%) | 16.399 (95,0%) |
| Афроамериканци    | 84 (0,5%)      | 93 (0,5%)      |
| Азијати           | 21 (0,1%)      | 50 (0,3%)      |
| Хиспаноамериканци | 167 (1,0%)     | 290 (1,7%)     |
| Укупно            | 17.119         | 17.264         |